# Ahmet Bilek
Ahmet Bilek (Kula, Turquía, 1932-Alemania, 1971) fue un deportista turco especialista en lucha libre olímpica donde llegó a ser campeón olímpico en Roma 1960.

## Carrera deportiva
En los Juegos Olímpicos de 1960 celebrados en Roma ganó la medalla de oro en lucha libre olímpica estilo peso mosca, por delante del luchador japonés Masayuki Matsubara (plata) y del iraní Ebrahim Seifpour (bronce).